# Gyrinal
Le gyrinal est un composé organique  - un céto-aldéhyde insaturé - de formule C14H18O3, obtenu à partir de tourniquets. C'est un puissant  antiseptique et une toxine pour les poissons et les mammifères. Il s'agit en fait d'une substance défensive sécrétée par cette famille de coléoptères, qui peuvent en contenir 80 microgrammes.